# Metazygia lazepa
Metazygia lazepa är en spindelart som beskrevs av Levi 1995. Metazygia lazepa ingår i släktet Metazygia och familjen hjulspindlar. Inga underarter finns listade i Catalogue of Life.